# 野原正勝

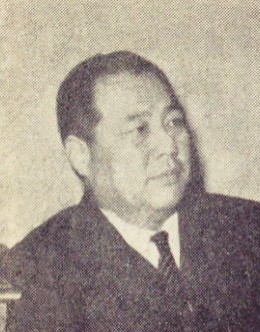
野原 正勝

野原 正勝（のはら まさかつ、1906年3月16日 - 1983年2月10日）は、日本の政治家。衆議院議員（10期）、労働大臣（第30代）を務めた。

## 来歴・人物
埼玉県出身。旧制宇都宮高等農林学校（現・宇都宮大学）卒業後、青森営林局（林野庁）入庁。
1947年の第23回衆議院議員総選挙に盛岡営林署在籍のまま旧岩手1区から出馬し初当選。通算当選10回。自民党内では三木武夫派に属した。
1955年5月23日に公職選挙法違反被告事件につき最高裁判所の言渡した判決に対する訂正の申立が棄却され、被選挙資格を喪失して議員退職した。
第3次吉田茂内閣では農林政務次官を務め、1970年1月から1971年7月まで第3次佐藤榮作内閣の労働大臣を務めた。
1976年の第34回衆議院議員総選挙で落選したため、政界引退。なお、引退前に永年勤続（25年）を迎えていたために第79回国会で永年勤続表彰を受けた。
野原の選挙区地盤は盛岡市長であった工藤巌が引き継いだ。
1983年2月10日、心不全のため岩手県盛岡市の病院で死去。76歳没。

## 家系
娘婿は経済企画庁長官、労働大臣などを務めた元自由民主党衆議院議員の近藤鉄雄。孫は米沢市長で元衆議院議員の近藤洋介。

## 主な政治的主張と業績
党の役職の半分以上が農林関係である。今日の農政の方向付けという役割を果たし、「農政の野原」と呼ばれた。

### 内地開拓と食料増産
敗戦後の虚脱状態の中、「耕すに可能な土地は寸尺といえども耕す」という信念のもと、祖国再建のためには「国有林を大解放して、内地開拓を推進すべし」と主唱。営林署長であった野原は、手始めに、自分の管内の和賀郡沢内村（現：和賀郡西和賀町）の1千ヘクタールの土地を肺胞して、5ヘクタール経営の農家200戸を創設する。通常、国有林の管理者が国有林を解放することは、反逆ともとれる行動であり、周囲の反発も強かったという。
岩手山麓開拓の手法として、集約酪農の礎をつくった。

### 農業災害補償の抜本改正
もともと、野原は、制度の内容を熟知しており、改正案の根幹をつくった。また、農林基盤整備事業の予算化にも力を尽くした。

### 米生産過剰対策
米偏重の施策を改め、各作目にバランスのとれた農業振興を図りながら農業の自立性を高めていこうとした。これは、総合農政を標榜しながらも、アメリカの穀物余剰をにらみあわせた、国際分業論の考えが根底にあったためである。しかし、この考えは、のちに、その後に起きた石油ショックで、食料が戦略物資化するに及んで破綻した。

### 岩手大学農学部創設
1947年、盛岡農専が、戦後学制改革を前に、東北大学へ吸収される危機に瀕していた。しかし、存続派の卒業生らは、上京して野原に協力を求めた。野原は、他県選出議員と協力のもと、GHQ（連合軍総司令部）相手に陳情を開始し、新設された岩手大学農学部として存続されることが決まった。

## 歴職
- 1939年7月 青森・脇野沢営林署長
- 1946年4月 川尻営林署長
- 1946年4月 盛岡営林署長
- 1947年4月 衆議院議員初当選
- 1951年12月12日 農林政務次官（〜1952年6月）
- 自民党政務調査会農林部副会長（二期）
- 農林漁業基本政策調査会副会長（二期）
- 衆議院農林水産常任委員長（二期）
- 党政務調査会農林部会長、同山村振興対策特別委副委員長
- 1969年4月 総合農政調査会副会長、同会小委員会委員長
- 1970年1月14日 労働大臣(〜1971年7月5日）
- 全国山村振興連盟会長
- 日ソ友好協会常任理事
- 日中友好協会常任理事